# Cryptopygus nidicola
Cryptopygus nidicola är en urinsektsart som först beskrevs av Agrell 1939.  Cryptopygus nidicola ingår i släktet Cryptopygus, och familjen Isotomidae. Arten är reproducerande i Sverige.